# Facultad de Ciencias Veterinarias de la Universidad Austral de Chile
La Facultad de Ciencias Veterinarias es una de las 9 facultades que forman parte de la Universidad Austral de Chile. Correspondiendo a la segunda Facultad más antigua de Chile en dictar la carrera de Medicina Veterinaria.
La Facultad se encuentra conformada por una única carrera (Medicina Veterinaria), dictada únicamente en el Campus Isla Teja. Actualmente dicha carrera se encuentra acreditada a nivel nacional por la Comisión Nacional de Acreditación (CNA-Chile)
por 7 años (de un máximo de 7), hasta diciembre de 2024, mientras que a nivel internacional se encuentra acreditada por el Sistema de Acreditación Regional de Carreras Universitarias de los Estados Partes del MERCOSUR y Estados Asociados (ARCOSUR) por 6 años (hasta 2024).

## Historia
La Carrera de Medicina Veterinaria en la Universidad Austral de Chile fue creada en la ciudad de Valdivia el 7 de septiembre de 1954 en conjunto con la creación de la Universidad.

### Decanato
- 2018: Dr. Rubén Pulido[1]
- 2019 - a la fecha: Dr. Ricardo Enríquez[1]

## Programas de estudio
| Facultad                         | Escuelas             | Pregrado     | Postgrado |
| -------------------------------- | -------------------- | ------------ | --------- |
| Facultad de Medicina Veterinaria | Medicina Veterinaria | Lic., Méd.V. | Ms.. Dr.  |

Dentro de los Postgrado, la Facultad cuenta con un programa de Doctorado, dos programas de Magíster, dos Postitulos y cuatro Diplomados.

## Institutos
La Facultad de Ciencias Veterinarias cuenta con diversos institutos que son los encargados de impartir los cursos propios de su área tanto en pre y postgrado, así como también son los encargados de generar nuevos conocimientos a través de la investigación, son 5 en total.
- Instituto de Patología animal[1]
- Instituto de Ciencia Animal[1]
- Instituto de Ciencias Clínicas veterinarias.[1]
- Instituto de Farmacología y Morfofisiología.[1]
- Instituto de Medicina Preventiva Veterinaria.[1]

## Centros
- Centro de Rehabilitación de Fauna Silvestre (CEREFAS-UACh)[1]
- Estación Experimental Agropecuaria Austral (EEAA)[1]
- Fundo y Centro de Prácticas Clínicas de Animales Mayores Santa Rosa.[1]
- Centro de Reproducción Asistida Bovina.[1]

## Programas
- Programa de Bienestar Animal: es el primer Programa creado en la UACh (DR 208/2006) y constituyó la base para obtener en 2009 el reconocimiento de Centro Colaborador de la Organización Mundial de Sanidad Animal (OIE) para el  Bienestar Animal y los Sistemas de Producción Pecuarios (CCBA-América) junto a los Programas de BA de la Universidad de la República del Uruguay y de la Facultad de Medicina Veterinaria y Zootecnia de la Universidad Nacional Autónoma de México (FMVZ-UNAM). Su misión es “promover el bienestar animal con especial énfasis en animales de producción y trabajo, bajo los sistemas de producción de la Región de América”.
- Programa de Equinos: En este Programa colaboran los académicos del Instituto de Ciencias Clínicas Veterinarias Dres. Hedie Bustamante, Carolina Duran, Benjamin Uberti y su Directora Dra. Marianne Werner, del Instituto Ciencia Animal.
- Programa de Investigación aplicada en Fauna Silvestre (PIAFS): El Programa de Investigación Aplicada en Fauna Silvestre (PIAFS) de la Facultad de Ciencias Veterinarias busca avanzar en el entendimiento de los factores que afectan a la diversidad de las especies de fauna silvestres, a través del desarrollo y aplicación de diversas disciplinas tales como ecología de poblaciones, epidemiología, demografía, genética de poblaciones, biología evolutiva, ecología conductual y especialidades clínicas. De esta manera nuestro Programa es un referente de información especializada y técnica para la toma de decisiones relativas a la fauna silvestre tanto a nivel local como nacional.
- Programa Académico CIA/CENEREMA: es un programa académico y tecnológico de referencia que, con más de 60 años de experiencia, se ha consolidado como actor importante en el desarrollo agropecuario de Chile. Sus principales actividades están focalizadas en: apoyo académico para actividades de docencia, investigación y extensión; Diseño y ejecución de programas nacionales de mejoramiento genético de ganado bovino y ovino; Valorización de productos pecuarios; Preservación del patrimonio genético nacional a través de la mantención y actualización de un banco de semen de alto valor genético.
  - Programa de Mejoramiento Genético INDAP Región de La Araucanía
  - Programa de Mejoramiento Genético de la Región del Maule

## Hospital Clínico Veterinario
El Hospital Clínico Veterinario fue construido el año 2003 con aportes del Ministerio de Educación de Chile y la Universidad Austral de Chile y se encuentra ubicado en el Fundo Teja Norte (Isla Teja) de la ciudad de Valdivia. Cuenta con todas las instalaciones y tecnologías necesarias para llevar a cabo labores de servicio, investigación y docencia de pre y postgrado en el área clínica, facilitando a los especialistas la enseñanza de las diversas técnicas para el diagnóstico y tratamientos de enfermedades de animales mayores y menores.
En conjunto con su rol educativo, el Hospital Veterinario da respuesta a las demandas del medio externo por medio de la atención de animales de deporte, compañía y aquellos destinados a la producción. Además existen proyectos sociales de vinculación que tienen como objetivo mejorar la calidad de vida de los habitantes del sur austral del país, canalizando el quehacer académico universitario a través de actividades de transferencia, divulgación y enseñanza mutua.

### Servicios
- Medicina de Pequeños Animales
- Medicina Interna de Equinos.
- Medicina de Rebaños y Cirugía de Rumiantes.
- Cirugía de Grandes Animales.
- Cirugía de Pequeños Animales.
- Neurología.
- Imagenología.
- Patología Clínica Veterinaria.

### Especialidades
- Cardiología Veterinaria.
- Dermatología Veterinaria.
- Traumatología Veterinaria.
- Hematología Veterinaria.
- Oncología Veterinaria.
- Medicina Interna Veterinaria.
- Gastroenterología Veterinaria.
- Endocrinología Veterinaria.
- Urología Veterinaria.

Además el Hospital Veterinario cuenta con servicio de atención de urgencias las 24 horas del día por médicos veterinarios residentes, servicio de hospitalización y servicio de estadía por días.

## Publicaciones
La Facultad de Ciencias Veterinarias de la Universidad Austral de Chile publica de manera cuatrimestral la revista científica Austral Journal of Veterinary Science. Esta revista publica trabajos en el campo de las Ciencias Veterinarias, los que deben corresponder a artículos originales de investigación científica, revisiones bibliográficas y comunicaciones sobre casos clínicos, descripción de técnicas o métodos.